# Trigoniulus bravensis
Trigoniulus bravensis är en mångfotingart som beskrevs av Filippo Silvestri 1897. Trigoniulus bravensis ingår i släktet Trigoniulus och familjen Trigoniulidae. Inga underarter finns listade i Catalogue of Life.